# オナガセアオマイコドリ
オナガセアオマイコドリ（学名 : Chiroxiphia linearis）とは、マイコドリ科セアオマイコドリ属に属する一種の鳥である。

## 分布
亜熱帯か熱帯の乾燥林や熱帯の湿った低地にある林などに棲息している。
分布している国はコスタリカ、グアテマラ、ホンジュラス、メキシコ、ニカラグア、エルサルバドルなど。

## 体格
体長約10cm、重さ18g。

## 生態
メスが来るとオスはメスにプロポーズするために、師弟関係の2羽が息をぴったし合わせダンスを披露する。
メスの反応を見ながら、シーソーやチョウなど個性的なダンスを披露をする。プロポーズに成功しても1羽（師匠）だけカップルが成立する。
弟子である1羽は、師匠になるまでずっと練習をし続けるのである。

## 巣
枯葉、菌類、コケ、ハーブの葉、クモの糸などの菌糸体で作る。

## 繁殖
巣は、水平に叉状の木を片側に取り付けられ、外側には枯葉、菌類、コケ、ハーブの葉やクモの巣にある菌糸体で構築されている。浅い窪みを作りそこに卵を２つほど産む。